# Tönnies-Forum
Das Tönnies-Forum. Rundbrief der Ferdinand-Tönnies-Gesellschaft e. V. war eine von 1992 bis 2019 in Kiel erscheinende soziologische Fachzeitschrift der Ferdinand-Tönnies-Gesellschaft (FTG). In ihr wurde hauptsächlich über Werk und Wirkung des deutschen Soziologen Ferdinand Tönnies publiziert. Herausgeber im Auftrage des Vorstandes der FTG war von 1994 bis 2019 Uwe Carstens. Gelegentlich erschienen neben den regulären zwei Ausgaben pro Jahr zusätzliche Sonderausgaben.
Im Sommer 2023 erschien mit Kieler sozialwissenschaftliche Revue. Internationales Tönnies-Forum die erste Ausgabe einer Nachfolgepublikation, die als Print- und Onlineversion angeboten wird. Herausgeber ist ebenfalls die FTG. Die Redaktion besteht aus Sebastian Klauke (FTG-Geschäftsführer, verantwortlicher Redakteur), Dieter Haselbach (FTG-Präsident) und Carsten Schlüter-Knauer (Fachhochschule Kiel).